# 莫伦比体育场
莫伦比体育场，巴西圣保罗市的一个体育场。莫伦比体育场为圣保罗足球俱乐部的主场。该体育场由巴西建筑师João Batista Vilanova Artigas设计。
莫伦比体育场将作為2016年夏季奥运会足球比赛的一个场地。

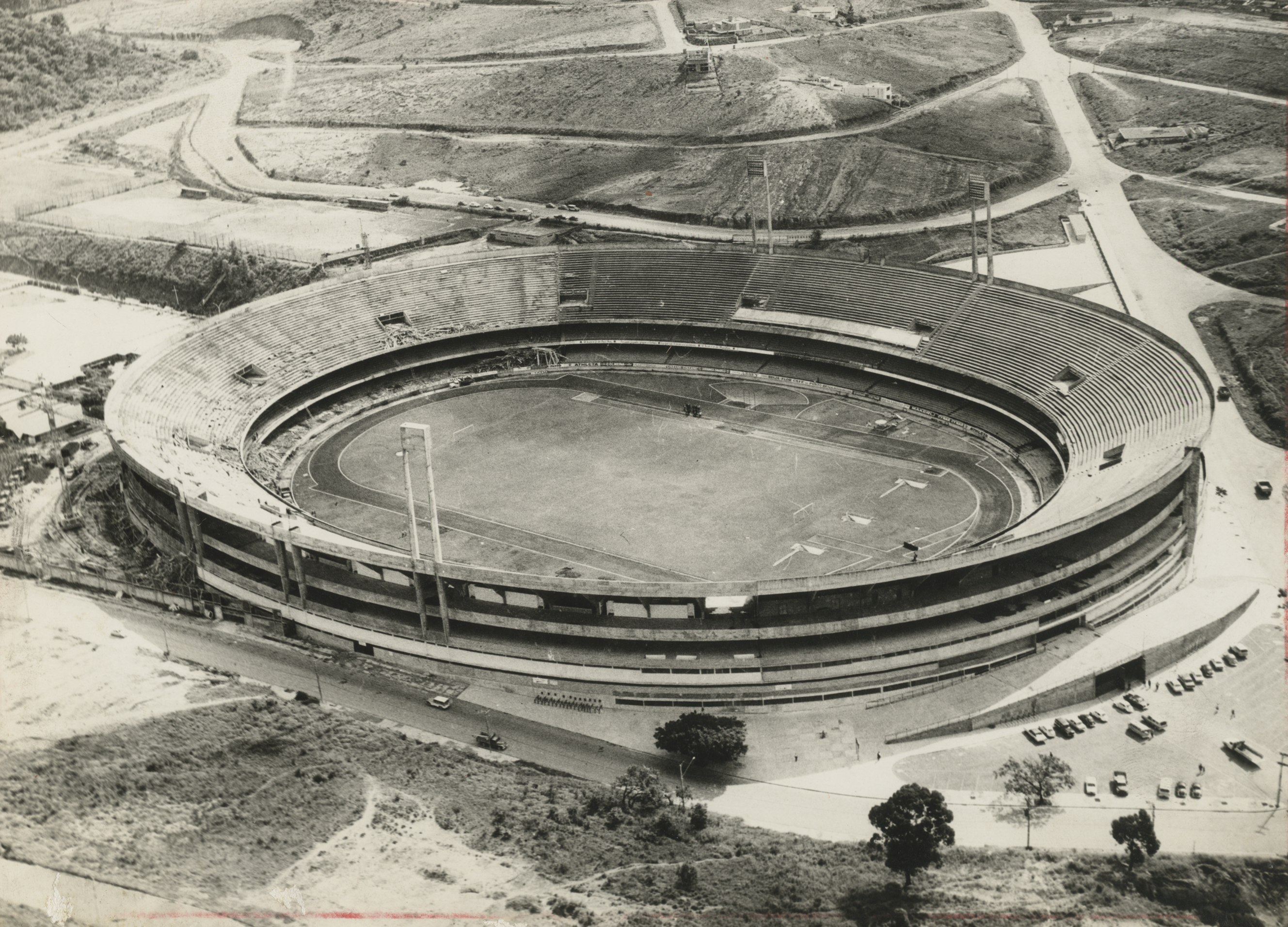
1970年1月23日，Morumbi體育場的鳥瞰圖。